# Georg Arthu
Georg Arthu (* 1889 in Kretscham-Rothensehma; † nicht ermittelt) war ein deutscher Schriftsteller und Besitzer der Verlagsanstalt "Oase", die von 1909 bis 1911 in Annaberg existierte und dann nach Neudorf verlegt wurde.

## Leben und Wirken

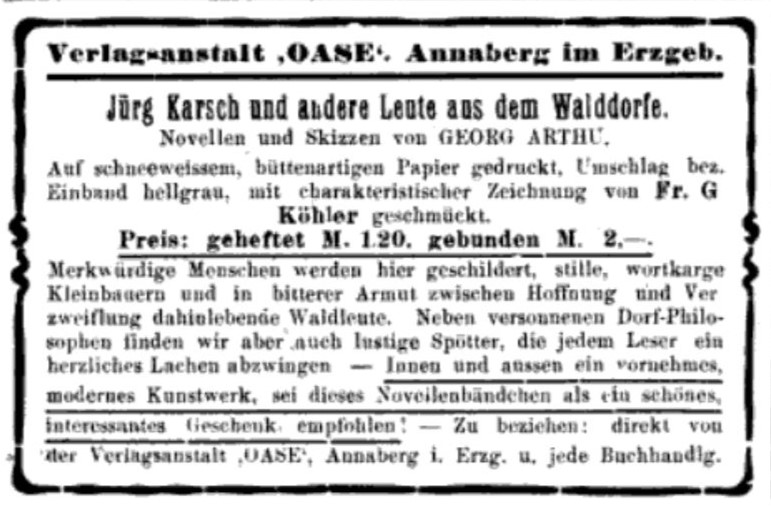
Werbeanzeige für Jürg Karsch und andere Leute aus dem Walddorfe in Das Magazin, Februar 1910

Er stammte aus dem sächsischen Erzgebirge und war der Sohn eines Malers. Er lebte in Annaberg, verfasste Romane, Novellen und Gedichte. Vermutlich war er Besitzer der Verlagsanstalt "Oase" in Annaberg, deren Existenz zwischen 1909 und 1911 nachweisbar ist. Außer den Werken von Arthu erschien dort auch 1909 Der Dorf-Riese. Erzgebirgisches Volksstück von Alfred Leonhardt.
Eine kurze Rezension zu seinem Werk Jürg Karsch und andere Leute aus dem Walddorfe erschien in der Februar-Ausgabe 1910 der Literaturzeitschrift Das Magazin. Monatsschrift für Literatur und Kultur: Kunst und Theater.
1911 gab Arthu in der G. A. Köhler'schen Buchhandlung in Annaberg die Monatsschrift für Literatur, Kunst und Musik "Oase" heraus, von der mindestens drei Hefte erschienen.

## Schriften (Auswahl)
- Jürg Karsch und andere Leute aus dem Walddorfe. Novellen und Skizzen. Verlagsanstalt Oase, Annaberg 1909.
- Was ich vor ihrem Fenster sang. 1909.
- Ich hör ein fernes Klingen. 2., verm. Aufl. des Gedichtbändchens "Was ich vor ihrem Fenster sang". Verlagsanstalt Oase, Annaberg 1910.
- Durch Dornen und Disteln. Aus dem Leben eines Glücksuchers. 1911.